# Albert Brunies
Albert P. "Abbie" Brunies (19 januari 1900 - Biloxi, 2 oktober 1978) was een Amerikaanse jazz-kornettist.
Brunies kwam uit een muzikaal gezin, onder andere zijn broers Merritt en George Brunies werden bekende muzikanten. Brunies speelde rond 1918 in de door Merritt en George opgerichte New Orleans Jazzin' Babies. In de jaren erna leidde Brunies het Halfway House Orchestra, dat tot februari 1927 voornamelijk speelde in de gelijknamige club in de buurt van New Orleans. Ook maakte het orkest in de periode 1925-1928 opnames voor Okeh Records en Columbia. Musici in de groep waren onder meer Charlie Cordella, Bill Eastwood, Joe Loyacano en Leo Adde. Hierna speelde hij met orkesten in en rond New Orleans (onder andere in de New Silver Slipper) en eind jaren dertig was hij gedwongen naast de muziek ook een baantje te hebben, op de scheepswerf van New Orleans.  Vanaf het midden van de jaren veertig had hij een band met broer Merritt, waarmee hij onder de naam  Brunies Brothers Dixieland Jazz Band in 1957 een album opnam, uitgekomen op het label American Music. Ook had Brunies enige tijd een klein restaurant.

## Discografie
- Complete Recordings: Recorded in New Orleans, 1925-1928, Jazz Oracle, 2000